# باتريك بيمبرتون
باتريك البرتو بيمبرتون برنارد (بالإسبانية: Patrick Alberto Pemberton Bernard) حارس مرمى كرة قدم كوستاريكي، يلعب بنادي ليغا ديبورتيفو ألاهويلنسى في كوستاريكا، كما يلعب في منتخب كوستاريكا لكرة القدم المشارك في بطولة كأس العالم 2014 المقامة في البرازيل .

## روابط خارجية
- باتريك بيمبرتون على موقع الاتحاد الدولي (مؤرشف)  (الإنجليزية)
- باتريك بيمبرتون على موقع قاعدة بيانات كرة القدم.إي يو (الإنجليزية)
- باتريك بيمبرتون على موقع ناشيونال فوتبول تيمز (الإنجليزية)
- باتريك بيمبرتون على موقع Soccerway.com (الإنجليزية)
- باتريك بيمبرتون على موقع عالم كرة القدم.نت (الإنجليزية)
- باتريك بيمبرتون على موقع كووورة
- باتريك بيمبرتون على موقع أوليمبيديا (الإنجليزية)
- باتريك بيمبرتون على موقع AS.com (الإسبانية)